# Nästtjärnen (Åre socken, Jämtland)
Nästtjärnen är en sjö i Åre kommun i Jämtland och ingår i Indalsälvens huvudavrinningsområde. Sjön har en area på 0,0491 kvadratkilometer och ligger 604 meter över havet.

## Delavrinningsområde
Nästtjärnen ingår i det delavrinningsområde (702262-134847) som SMHI kallar för Utloppet av Kösjön. Medelhöjden är 626 meter över havet och ytan är 45,68 kvadratkilometer. Räknas de 4 avrinningsområdena uppströms in blir den ackumulerade arean 59,33 kvadratkilometer. Kärrån som avvattnar avrinningsområdet har biflödesordning 3, vilket innebär att vattnet flödar genom totalt 3 vattendrag innan det når havet efter 373 kilometer. Avrinningsområdet består mestadels av skog (56 procent) och kalfjäll (10 procent). Avrinningsområdet har 10,66 kvadratkilometer vattenytor vilket ger det en sjöprocent på 23,3 procent.